# بارك جي يون (ممثلة مواليد 1988)
بارك جي يون (بالكورية: 박지연)‏ هي ممثلة كورية جنوبية، ولدت يوم 14 مايو 1988 في مقاطعة غيونغي في كوريا الجنوبية.

## روابط خارجية
- بارك جي-ايون على موقع IMDb (الإنجليزية)
- بارك جي-ايون على موقع قاعدة بيانات الفيلم (الإنجليزية)